# Konrad Püning
Konrad Püning (* 16. Februar 1947) war vom 1. Oktober 2004 bis 20. Oktober 2015 Landrat des Kreises Coesfeld. Er ist Mitglied der CDU.

## Werdegang
Von 1984 bis 2004 war der Dipl.-Verwaltungswirt Mitglied des Kreistages Coesfeld und seit 1987 Vorsitzender der CDU-Kreistagsfraktion. Ebenfalls von 1987 bis Okt. 2015 war er kraft Amtes Mitglied des CDU-Kreisvorstandes. 
Vom 1. Oktober 2004 bis zum 20. Oktober 2015 war er Landrat des Kreises Coesfeld. Erstmals wurde er am 26. September 2004 zum Landrat gewählt, er erhielt im ersten Wahlgang 56,6 % der Stimmen. Am 30. August 2009 wurde er im ersten Wahlgang mit 63,3 % der Stimmen wiedergewählt.
Zuvor war er als Leitender Landesverwaltungsdirektor Leiter der Abteilung Soziales, Pflege und Rehabilitation des Landschaftsverbandes Westfalen-Lippe.
Püning ist verheiratet, hat zwei erwachsene Kinder und lebt in Lüdinghausen-Seppenrade.